# Partelsodolichus perplexus
Partelsodolichus perplexus är en mångfotingart som beskrevs av Karl Wilhelm Verhoeff 1941. Partelsodolichus perplexus ingår i släktet Partelsodolichus och familjen orangeridubbelfotingar. Inga underarter finns listade i Catalogue of Life.